# Darl : orz
「Darl : orz」（ダール）は、北乃きいの4枚目のシングル。2012年1月18日にavex traxから発売された。

## 概要
前作「絆」から約10ヶ月ぶりのシングル。2012年最初のシングル。初回生産限定盤（CD+DVD）、通常盤（CD+DVD）、通常盤（CD only）の3形態で発売。
表題曲にある「Darl」とはダーリンの略で英語圏で言うボーイフレンドのことを指す。

## 収録曲
1. Darl : orz
作詞：shu-shu　作曲：前澤寛之　編曲：大西克巳　Guitars：北乃きい、大西克巳
  - 『ハッピーMusic』（日本テレビ）POWER PLAY（2012年1月）
2. It's All Right
作詞：BOUNCEBACK　作曲・編曲：渡辺未来
  - 『ジャンボカラオケ広場』（東愛産業）タイアップソング
3. Darl : orz（Instrumental）
4. It's All Right（Instrumental）

### DVD
初回生産限定盤
1. Darl : orz Music Video
2. Darl : orz Mini Document

通常盤（CD+DVD）
1. Darl : orz Music Video
2. Darl : orz Music Video Making